# Arcàngel
|  | No s'ha de confondre amb Arcángel. |

L'Arcàngel Gabriel i Maria a l'Anunciació, Quadre de Fra Angelico.

En les religions jueva, cristiana i islàmica els arcàngels (del grec: αρχάγγελος, archangelos = αρχ- arch-, en català: "primer, cap"; i άγγελος, angelos, "missatger") són una categoria d'àngels que constitueixen un dels nou cors de la jerarquia. Els arcàngels, segons la tradició, estan situats en la Segona Esfera de l'esquema jeràrquic i influeixen en els grans esdeveniments humans.
Es consideren que els arcàngels són set, però difereixen en nom entre les diferents religions. Els tres acceptats per totes són Miquel, cap de la milícia celestial, Gabriel, el missatger celestial i Rafael, protector dels viatgers.

## En el judaisme
La paraula hebrea per àngel és מלאך (malakh), que significa missatger, els àngels serien missatgers de Déu per dur a terme diverses missions. La paraula מלאכי אֲדֹנָי (Malakhé Adonay) significa àngels del Senyor.

### Antic Testament
No hi ha referències explícites als arcàngels al cànon jueu de la Tanakh o Antic Testament. De fet, els àngels no són gaire comuns, excepte en les obres posteriors, com en el Llibre de Daniel, encara que s'esmenta breument en les històries de Jacob (que segons el relat va lluitar amb un àngel) i Lot que va ser advertit pels àngels de la destrucció imminent de les ciutats de Sodoma i Gomorra.
Les primeres referències als arcàngels són a la literatura dels períodes intertestamentari (per exemple, Esdres 04:36). Daniel és la primera figura bíblica en referir-se als àngels pel seu nom. La majoria dels estudiosos accepten que els jueus van desenvolupar durant el captiveri de Babilònia la creença en els àngels. D'acord amb el rabí Ximon ben Laqix de Tiberíades (230-270 dC), tots els noms específics dels àngels van ser importats pels jueus de Babilònia.

### Judaisme rabínic

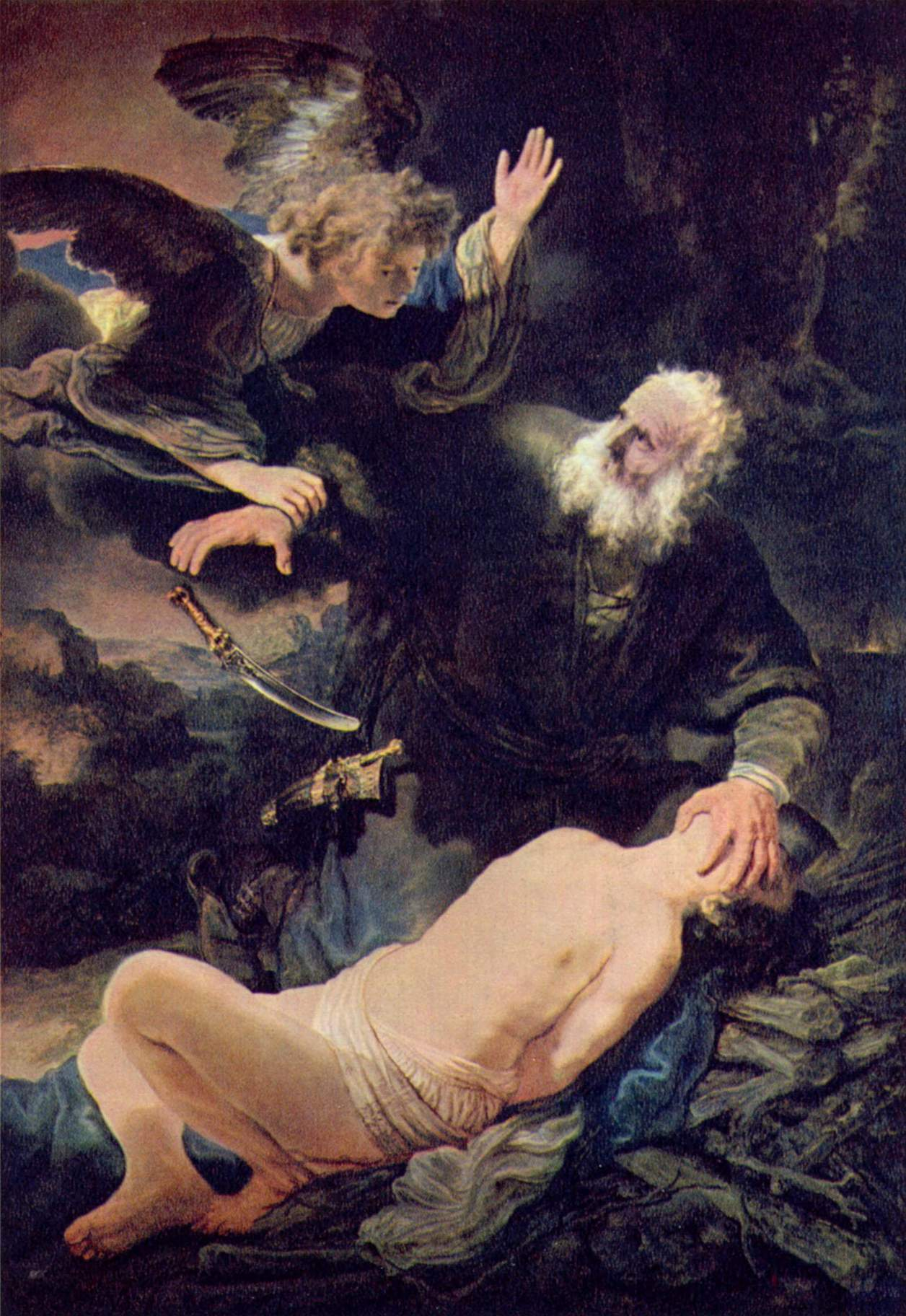
Metatron "com a mediador de Déu amb els homes" impedir a Abraham de sacrificar el seu fill Isaac.

En el judaisme rabínic posterior, certs àngels van arribar a tenir una importància molt especial i van desenvolupar una personalitat única. Malgrat aquests arcàngels es creu que figuren entre els exèrcits celestials, no existeix una jerarquia sistemàtica que s'hagi desenvolupat.
L'arcàngel Metatron és considerat com un dels més alts dels àngels en la Càbala. Ell és esmentat breument en el Talmud, Sanhedrín 38B i ocupa un lloc destacat en els textos de la Càbala mística.
L'arcàngel Miquel, exerceix com un guerrer defensor d'Israel (Daniel 10:13) i és vist amb gran afecte pels jueus.
L'Arcàngel Gabriel s'esmenta en el Llibre de Daniel (Daniel 8:15-17), i breument en el Talmud, així com molts textos de la mística Càbala.
Dins de la tradició rabínica, la Càbala el Llibre d'Henoc (capítol 20), i La vida d'Adam i Eva, el nombre habitual d'arcàngels almenys són: 
Els tres arcàngels principals: 
- Miquel
- Rafael i
- Gabriel.

Els arcàngels secundaris:
- Uriel
- Sariel
- Ragüel
- Remiel (possiblement el Ramiel de l'Apocalipsi de Baruc).
- Zadkiel
- Jofiel
- Haniel i
- Camael.[4]

El filòsof jueu medieval Maimònides va fer una Jerarquia angèlica jueva. A més, a les cases tradicionals sovint es canta una cançó de benvinguda als àngels abans de començar la nit del divendres (Xabbat) durant el sopar. Es titula Xalom Alekhem.

## En el cristianisme

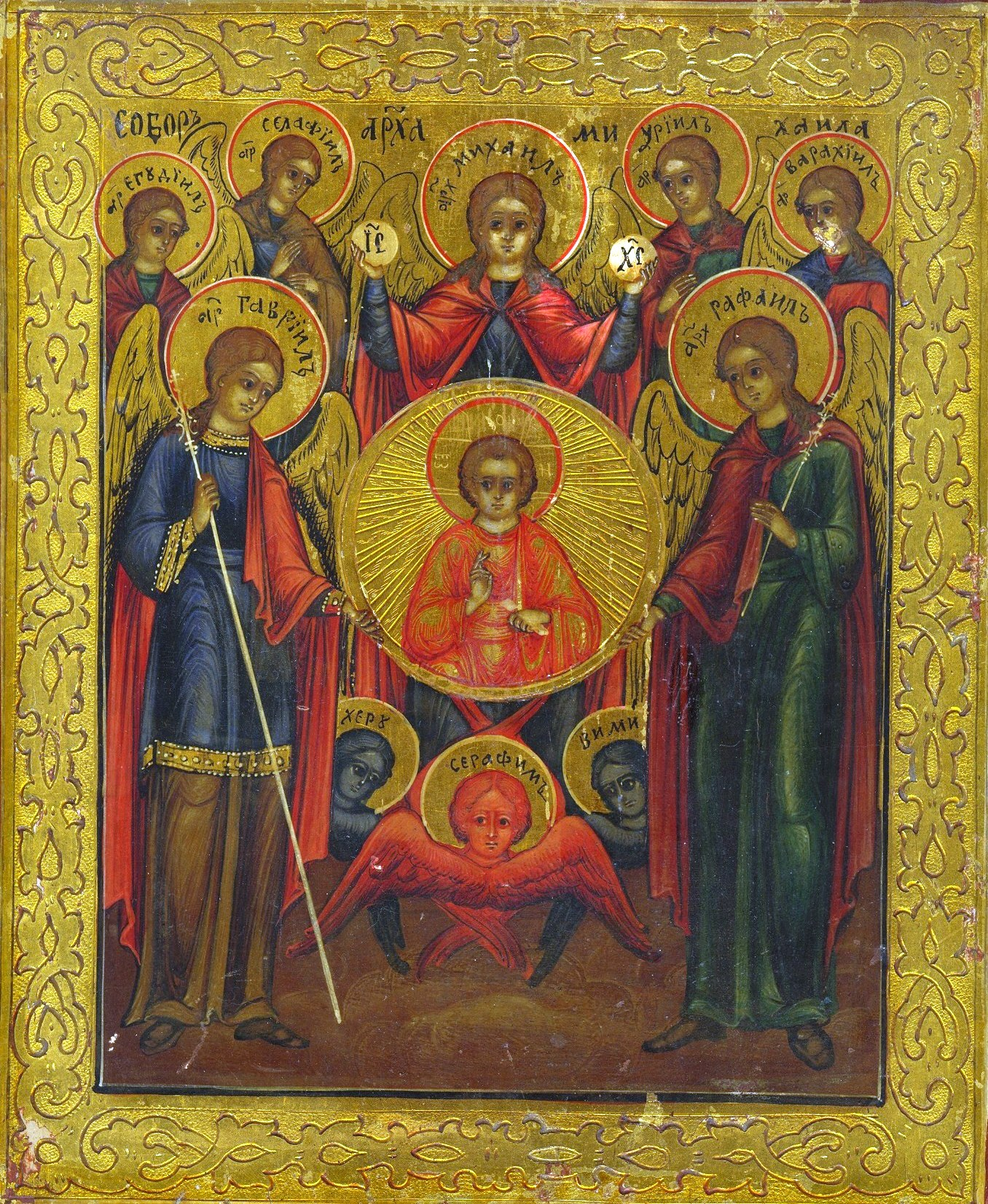
Icona ortodoxa dels 7 arcàngels entorn de Crist

- Miquel
- Gabriel
- Rafael
- Uriel
- Selafiel
- Jegudiel
- Baraciel
- Samael

## En l'islam

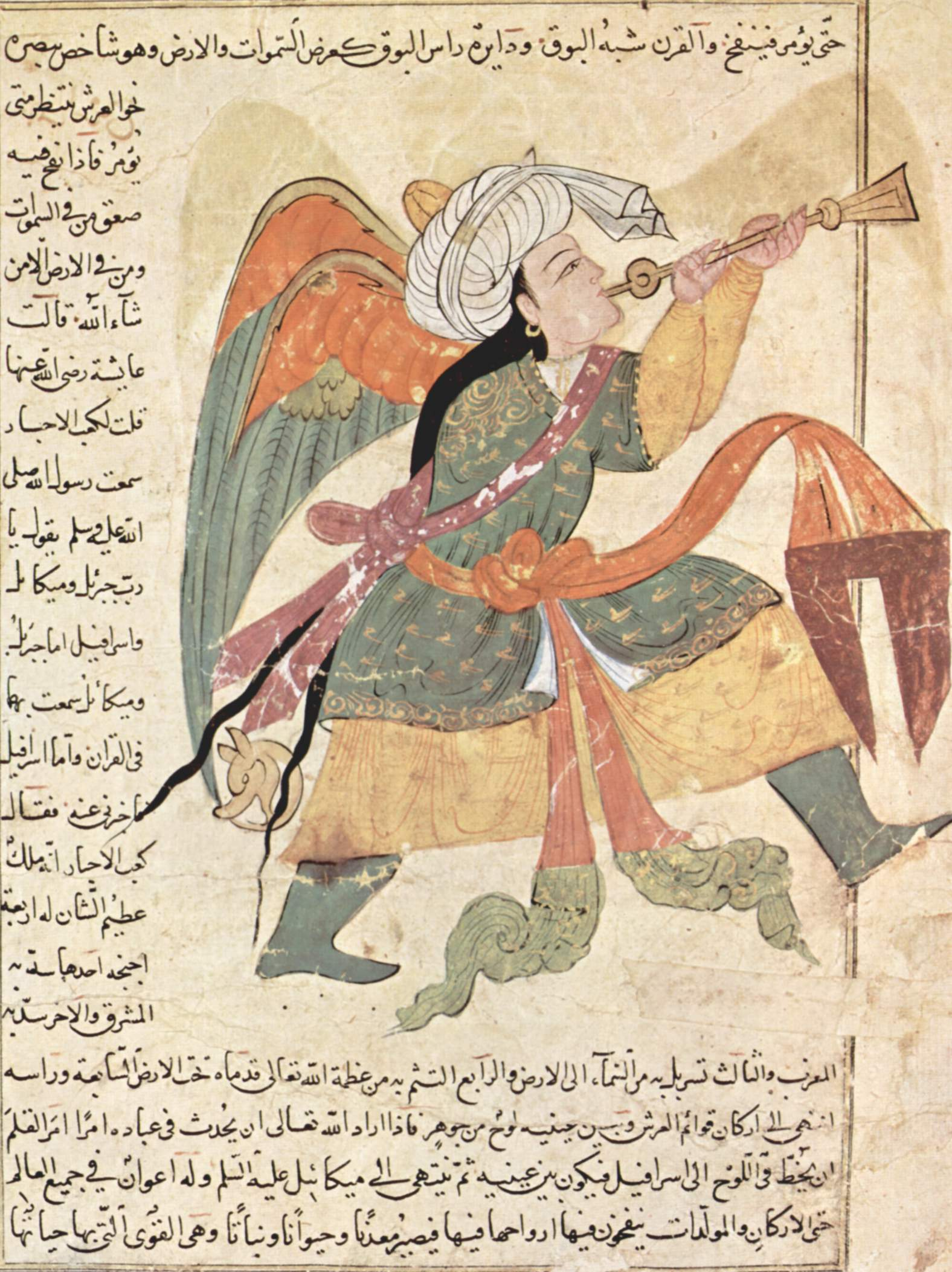
Icona de l'arcàngel Israfil.

- Miquel (Mikhaïl)
- Gabriel (Jibril)
- Rafael (Israfil)
- Azrael (Izraïl)
- Malik
- Munkar
- Nakir